# 溥偀
宗室溥偀（穆麟德轉寫：Pu Ing，1840年4月28日—1891年5月22日，字菊如，道光二十年三月二十七日申時—光緒十七年四月十五日子時），或譯名溥瑛，正藍旗滿洲人，左翼近支宗室正藍旗第二族溥字輩，載增長子，清朝官員、將領，封爵三等奉國將軍，官至副都統。

## 生平
咸豐元年（1851年）十二月，授八品廕生。五年（1855年）十一月，前往湖北荊州父親載增任所。
九年（1859年）十二月，降襲三等奉國將軍，帶領引見後賞給二等侍衛，在大門侍衛上行走。
同治十三年（1874年）八月，授開原城守尉。
光緒元年（1875年）六月初四日，賞給二品頂戴。
三年（1877年）七月，三年任滿，循例奏請陛見。仍留任。
四年（1878年）九月，軍政卓異，交軍機處記名副都統。同月底，由北京前往盛京。
六年（1880年）四月，三年任滿，循例奏請陛見，上諭：「無庸來見」。八月十一日，授鑲白旗漢軍副都統。十一月初三日，返抵北京。
七年（1881年）七月二十六日，外放西安左翼副都統。十月到任。
八年（1882年）六月，因以往曾借貸內務府官房租庫生息銀兩，自俸銀中扣款清償，已還清。
九年（1883年）十一月，因西安將軍宗室恆訓因病出缺，由溥偀護理西安將軍。
十年（1884年）三月，奏報整頓西安駐防八旗學校，酌量變通學制，不另外建立書院。閏五月，卸署西安將軍。九月，三年任滿，循例奏請陛見，上諭：「無庸來見」。十二月初十日，返抵北京。
十一年（1885年）正月二十七日，調鑲白旗蒙古副都統。
十二年（1886年）正月，會辦東三省練兵大臣福州將軍穆圖善奏請調用溥偀隨營差遣。三月，派充吉林練軍吉字營總統，辦理練兵。
十六年（1890年），暫行兼管吉字營練軍。二月，溥偀向宗人府、兵部呈請予其子毓寯廕生，獲准。
十七年（1891年）四月十五日，因積勞卒於任上，年五十二歲。五月十七日，上諭照軍營立功後積勞病故例、副都統例賜卹。爵位由子毓寯承襲，降襲奉恩將軍。
十九年（1893年）三月，吉林將軍長順奏請將溥偀附祀於穆圖善專祠，上諭否決。

## 家庭及關聯
- 七世祖父：清聖祖（1654年—1722年）。
- 七世祖母：敬敏皇貴妃（？年—1699年）。
- 六世祖父：怡賢親王允祥（1686年—1730年），封怡親王，官總理事務王大臣、管理戶部及宗人府事務、圓明園八旗內務府三旗護軍營掌印總統大臣、議政大臣。
- 六世祖母：兆佳氏，尙書瑪爾漢之女，允祥嫡福晉。
- 五祖父：怡僖親王弘曉（1722年—1778年），襲怡親王，官正白旗漢軍都統，管理理藩院事務。
- 五祖母：石佳氏，石中玉之女，弘曉側福晉。
- 高祖父：怡恭親王永琅（1746年—1799年），襲怡親王，官至總管內務府大臣、正黃旗滿洲都統、圓明園八旗內務府三旗護軍營掌印總統大臣、總管圓明園事務大臣。
- 高祖母：瓜爾佳氏，前鋒參領德柱之女，永琅嫡福晉。
- 曾祖父：綿標（1770年—1799年），封不入八分輔國公，官至正藍旗護軍統領、火器營總統大臣，追封怡親王。
- 曾祖母：劉氏，劉善福之女，綿標側福晉。
- 祖父：怡恪親王奕勳（1793年—1818年），襲封怡親王，諡恪。
- 祖母：李氏，豐盛額之女，奕勳之妾。

### 父母
- 父：載增（1818年—1859年），庶母李氏所生，封三等輔國將軍，官至荊州左翼副都統。
- 母：費莫氏，道光二年文進士武英殿大學士文慶之女。

### 兄弟
溥偀排行第一，有一弟。
- 溥新（1845年—？年）或作溥信，閑散，賞戴花翎，過繼親伯載坪為嗣。娶富察氏，浙江嘉興府知府瑞琇之女，嘉慶四年進士禮部尚書貴慶孫女；繼娶內務府完顏氏，貴慶学生完颜麟庆侄崇壽之女。溥新有子毓宝，过继给载垣子溥斌为嗣。溥新还有子在民国改名金蕴山。

### 妻室
- 嫡妻：伊爾根覺羅氏，碩長之女。
- 無側室。

### 子嗣
- 長子：毓定（1856年—1873年），早卒，無嗣。
- 次子：毓寯（1871年—？年），廕生，候補主事，襲封奉恩將軍。娶烏郎哈達氏，托克通阿之女。